# Cheddikulama straminea
Cheddikulama straminea es una especie de mantis de la familia Toxoderidae.

## Distribución geográfica
Se encuentra en la India y Sri Lanka.